# (39096) 2000 WE1
2000 دابليو إي 1 (ويعرف أيضًا باسم (39096) 2000 دابليو إي 1 وفق تسمية الكوكب الصغير) (بالإنجليزية: 2000 WE1)‏ هو كويكب ضمن حزام الكويكبات؛ وترتيبه 39096 من حيث الاكتشاف.
اكتُشف هذا الجُرم الفلكي بواسطة بحث لنكولن عن الكويكبات القريبة من الأرض في 17 نوفمبر 2000.

## وصلات خارجية
- (39096) 2000 WE1 في قاعدة بيانات مختبر الدفع النفاث لأجرام النظام الشمسي الصغيرة

- الاكتشاف · مخطط المدار ·  العناصر المدارية · المعلمات المادية

- (39096) 2000 WE1 على موقع ويكي سكاي: DSS2, SDSS, GALEX, IRAS, Hydrogen α, X-Ray, Astrophoto, Sky Map, Articles and images